# Sportjahr 1898
Liste der Sportjahre

◄◄ | ◄ | 1894 | 1895 | 1896 | 1897 | Sportjahr 1898 | 1899 | 1900 | 1901 | 1902 | ► | ►►

Weitere Ereignisse  · Motorsportjahr

## Ereignisse

### Badminton
Höhepunkt des Badmintonjahres 1898 waren die Guildford Open, die als das erste offizielle Badmintonturnier gelten. Sie wurden am 10. März 1898 in Guildford ausgetragen, wobei nur die drei Doppeldisziplinen ausgespielt wurden. Aus den Guildford Open entstanden die All England, die erstmals am 4. April des Folgejahres stattfanden.

#### Internationale Veranstaltungen
| Veranstaltung  | Herreneinzel | Dameneinzel | Herrendoppel                    | Damendoppel             | Mixed                    |
| -------------- | ------------ | ----------- | ------------------------------- | ----------------------- | ------------------------ |
| Guildford Open | -            | -           | D. Oakes Stewart Marsden Massey | Daisey St. John Cammell | D. Oakes Daisey St. John |

### Fußball
- 14. März: Gründung des Berner Sportclub Young Boys.
- 16. März: In Turin wird der italienische Fußballverband Federazione Italiana Football gegründet, um Spiele und Meisterschaften zu organisieren. Der CFC Genua wird erster Meister in der daraufhin durchgeführten Italienischen Fußballmeisterschaft 1898.
- 4. April: Der Grasshopper Club Zürich wird Meister in der inoffiziellen Schweizer Fussballmeisterschaft 1897/98.
- 1. Mai: Der FC Thun wird gegründet.
- 22. Mai: Mit dem FK Olympia wird der älteste Vorgängerverein des SV Darmstadt 98 gegründet.
- 18. September: Der Vienna Cricket and Football-Club gewinnt das eintägige Kaiser-Franz-Joseph-Jubiläums-Turnier 1898.
- 23. Oktober: Der Rheinische Spiel-Verband wird gegründet.

### Radsport

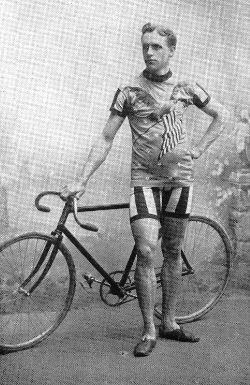
George A. Banker wird in Wien Weltmeister der Profisprinter

- 8. bis 12. September: Bahn-Radweltmeisterschaften 1898 in Wien

### Ringen
- Der französische Ringer Paul Pons gewinnt den Titel bei den Weltmeisterschaften der Ringer in Paris. Zweiter wurde der Pole Władysław Pytlasiński, Dritter wurde Gambier.[1]

### Rudern
- 26. März: Oxford besiegt Cambridge im Boat Race in 22′15″. Es ist bereits der neunte Sieg Oxfords in Folge.
- 21. August: Der brasilianische Ruderclub CR Vasco da Gama wird gegründet, der später vor allem für seine Fußballabteilung bekannt wird.

### Wintersport

#### Eiskunstlauf
- 15. Februar: Bei der Eiskunstlauf-Weltmeisterschaft 1898 wird Henning Grenander erster schwedischer Weltmeister vor Titelverteidiger Gustav Hügel aus Österreich und dem Deutschen Gilbert Fuchs.
- 26. Februar: Bei der Eiskunstlauf-Europameisterschaft 1898 gewinnt der Schwede Ulrich Salchow seinen ersten Europameistertitel vor Johan Lefstad und Oscar Holthe aus Norwegen.

#### Eisschnelllauf
- 7. Februar: Peder Østlund, Norwegen, läuft die 1500 Meter Eisschnelllauf in Davos in 2:23,6 min.

### Vereinsgründungen
- 29. Januar: In Berlin erfolgt die Gründung der Deutschen Sportbehörde für Athletik (heute: Deutscher Leichtathletik-Verband).
- 14. März: Der Berner Sport Club Young Boys wird gegründet.
- 30. April: Der Dresdner SC wird gegründet.

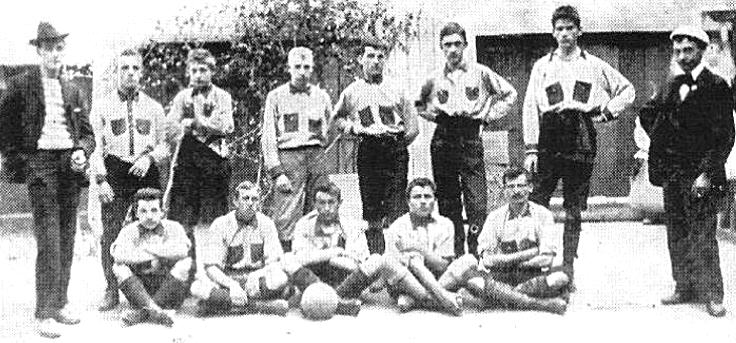
Die Mannschaft des 1. Arbeiter FC 1898

- vor dem 5. Mai: Der 1. Wiener Arbeiter-Fußball-Club wird gegründet. Das erste offizielle Freundschaftsspiel des Vereins endet 1:1 gegen den Meidlinger FC Vorwärts. Die meisten Spiele des Arbeiter-FC in der Anfangszeit enden jedoch mit einem deutlichen Sieg für den Gegner. Ein Spiel gegen den nur ein Jahr früher gegründeten Wiener AC geht sogar mit 0:20 Toren verloren.
- 22. Mai: Der FK Olympia 1898 Darmstadt wird gegründet, aus dem nach der Fusion mit dem SC Darmstadt 1905 im Jahr 1919 der SV Darmstadt 98 hervorgeht.
- 30. August: Der Lübecker Yacht-Club wird auf Anregung des deutschen Kaisers mit einer ersten Generalversammlung im Lübecker Rathaus von 80 Mitgliedern unter dem Vorsitz des Kaufmanns und Konsuls Hermann Wilhelm Fehling gegründet.
- In Belfast wird der irische Fußballclub Crusaders FC gegründet, der am 10. Dezember sein erstes offizielles Match mit 5:2 gegen Bedford gewinnt.
- Der SV Norden-Nordwest in Berlin wird gegründet.
- Der AC Victoria Wien wird gegründet.
- Der spanische Sportverein Athletic Bilbao wird gegründet.

### Sonstiges
- Georg Marco gründet gemeinsam mit anderen die Wiener Schachzeitung als Vereinsorgan des im Vorjahr gegründeten Wiener Schach-Clubs.

## Geboren

### Januar
- 02. Januar: Jimmy Jewell, englischer Fußballtrainer und -schiedsrichter († 1852)
- 03. Januar: Charles E. Ackerly, US-amerikanischer Ringer († 1982)
- 04. Januar: Einar Mässeli, finnischer Skilangläufer († 1966)
- 04. Januar: Rudolf Senti, liechtensteinischer Sportschütze († 1958)
- 06. Januar: Pál von Hertzka, ungarischer Fußballschiedsrichter († 1978 oder 1979)
- 07. Januar: Carl-Axel Christiernsson, schwedischer Leichtathlet († 1969)
- 07. Januar: Robert LeGendre, US-amerikanischer Leichtathlet († 1931)
- 07. Januar: Dick MacNeill, niederländischer Fußballtorhüter († 1963)
- 07. Januar: Masayoshi Uchida, japanischer Schwimmer und Wasserspringer († 1945)
- 08. Januar: Dutch Lauer, US-amerikanischer American-Football-Spieler († 1978)
- 09. Januar: Harry Sundberg, schwedischer Fußballspieler († 1945)
- 12. Januar: Félix Bédouret, Schweizer Fußballspieler († 1955)
- 12. Januar: Jakob Erstad, norwegischer Turner († 1963)
- 15. Januar: Erik Byléhn, schwedischer Leichtathlet († 1986)
- 15. Januar: Sture Ericsson, schwedischer Turner († 1945)
- 16. Januar: Paul Jappe, US-amerikanischer American-Football-Spieler († 1989)
- 16. Januar: Eugen Sigg, Schweizer Ruderer († 1994)
- 20. Januar: Ferenc Uhereczky, ungarischer Radrennfahrer und Radsportfunktionär († 1967)
- 26. Januar: Hermann Hänchen, deutscher Leichtathlet († unbekannt)
- 28. Januar: Erik Abrahamsson, schwedischer Leichtathlet und Eishockeyspieler († 1965)
- 29. Januar: Alphonse Auclair, französischer Automobilrennfahrer († 1969)
- 29. Januar: Marinus Sørensen, dänischer Sprinter († 1965)
- 30. Januar: Alfred Schläppi, Schweizer Bobfahrer († 1981)
- 31. Januar: René Guillemin, französischer Radrennfahrer († 1970)

### Februar
- 01. Februar: Roald Larsen, norwegischer Eisschnellläufer († 1959)
- 04. Februar: Josef Blum, österreichischer Fußballspieler und -trainer († 1956)
- 05. Februar: Armand Magyar, ungarischer Ringer († 1961)
- 09. Februar: Helene Engelmann, österreichische Eiskunstläuferin († 1985)
- 11. Februar: Édouard Candeveau, Schweizer Ruderer († 1989)
- 12. Februar: Sigurd Wathne, norwegischer Fußballspieler († 1942)
- 14. Februar: Walter Whalen, US-amerikanischer Leichtathlet († 1966)
- 15. Februar: Allen Woodring, US-amerikanischer Leichtathlet († 1982)
- 17. Februar: Eero Berg, finnischer Leichtathlet († 1969)
- 18. Februar: Enzo Ferrari, italienischer Automobilrennfahrer und Gründer des Rennwagenherstellers Ferrari († 1988)
- 18. Februar: Denis Vaucher, Schweizer Skisportler († 1993)
- 20. Februar: Antoine Julen, Schweizer Skilangläufer († 1982)
- 21. Februar: Peregrin Spevak, österreichischer Eishockey- und Bandyspieler sowie Eishockeyschiedsrichter und -funktionär († 1959)
- 23. Februar: Lucy Morton, britische Schwimmerin († 1980)
- 24. Februar: Hubert Houben, deutscher Leichtathlet († 1956)
- 24. Februar: Alois Podhajsky, österreichischer Reiter († 1973)
- 27. Februar: Steen Due, dänischer Hockeyspieler († 1974)
- 28. Februar: Zeki Rıza Sporel, türkischer Fußballspieler († 1969)

### März
- 01. März: Hilaire Fettes, luxemburgischer Ringer († 1971)
- 02. März: Erling Aastad, norwegischer Leichtathlet († 1963)
- 05. März: Jan Oosthoek, niederländischer Fußballspieler († 1973)
- 06. März: Gus Sonnenberg, US-amerikanischer American-Football-Spieler, Wrestler († 1944)
- 10. März: Tauno Lappalainen, finnischer Skilangläufer († 1973)
- 18. März: Magnus Goodman, kanadischer Eishockeyspieler und -trainer († 1991)
- 23. März: Roger Delano, französischer Automobilrennfahrer († 1966)
- 24. März: Sherman Landers, US-amerikanischer Leichtathlet († 1994)
- 25. März: Ernest Clark, britischer Leichtathlet († 1993)
- 25. März: Einar Landvik, norwegischer Skisportler († 1993)
- 25. März: Salvator Pélégry, französischer Schwimmer († 1965)
- 26. März: Lucien Choury, französischer Radrennfahrer und Olympiasieger († 1987)
- 27. März: Marius Jaccard, Schweizer Eishockeyspieler († 1978)
- 27. März: Herb Stein, US-amerikanischer American-Football-Spieler († 1980)
- 28. März: Max zu Schaumburg-Lippe, österreichischer Automobilrennfahrer († 1974)
- 28. März: Pierre Trullemans, belgischer Langstreckenläufer († unbekannt)
- 29. März: Fritz Bache, deutscher Fußballspieler († 1959)
- 30. März: Horace Brown, US-amerikanischer Leichtathlet († 1983)
- 30. März: Heinz Risse, deutscher Schriftsteller und Automobilrennfahrer († 1989)

### April
- 01. April: Joe Alexander, US-amerikanischer Arzt, American-Football-Spieler und -Trainer († 1975)
- 03. April: Otto Papenfuß, deutscher Radrennfahrer († 1981)
- 03. April: Vilho Pekkala, finnischer Ringer († 1974)
- 07. April: Domenico Mordini, italienischer Segler († 1948)
- 07. April: Jacob Tullin Thams, norwegischer Skisportler und Segler († 1954)
- 09. April: Edward Jennings, US-amerikanischer Ruderer († 1975)
- 09. April: Curly Lambeau, US-amerikanischer American-Football-Spieler und -Trainer († 1965)
- 10. April: Jacques Coutrot, französischer Fechter († 1965)
- 11. April: Frans de Vreng, niederländischer Radrennfahrer († 1974)
- 15. April: Peter DePaolo, US-amerikanischer Automobilrennfahrer († 1980)
- 15. April: Harry Edward, britischer Leichtathlet († 1973)
- 17. April: Gerard Debaets, belgischer Radrennfahrer († 1959)
- 21. April: Antonio Ghiardello, italienischer Ruderer († 1992)
- 21. April: Eero Lehtonen, finnischer Leichtathlet († 1959)
- 21. April: Steve Owen, US-amerikanischer American-Football-Spieler und -Trainer († 1964)
- 23. April: André Charlet, französischer Eishockeyspieler († 1954)
- 24. April: René Smet, belgischer Ruderer († 1980)
- 29. April: Rudolf Dassler, deutscher Unternehmer, Gründer des Sportartikelherstellers Puma († 1974)
- 29. April: Christian Juhl, dänischer Turner († 1962)
- 30. April: Arturo De Vecchi, italienischer Fechter († 1988)
- 30. April: Johan Richthoff, schwedischer Ringer († 1983)

### Mai
- 01. Mai: William Gayraud-Hirigoyen, französischer Rugbyspieler und -funktionär sowie Skeleton- und Bobsportler († 1962)
- 01. Mai: Alfred Schmidt, estnischer Gewichtheber († 1972)
- 02. Mai: Rinaldo Barlassina, italienischer Fußballschiedsrichter († 1946)
- 05. Mai: Max Houben, belgischer Leichtathlet und Bobfahrer († 1949)
- 05. Mai: Alfred van Nüß, deutscher Schachmeister († 1961)
- 08. Mai: Alphonse Gemuseus, Schweizer Springreiter († 1981)
- 09. Mai: William Stoney, britischer Schwimmer († 1980)
- 10. Mai: Roy Coffin, US-amerikanischer Hockeyspieler († 1982)
- 10. Mai: Luigi Facelli, italienischer Leichtathlet († 1991)
- 13. Mai: André Audinet, französischer Leichtathlet († 1948)
- 13. Mai: Ernő Erbstein, ungarischer Fußballspieler und -trainer († 1949)
- 13. Mai: Ernst Gaste, deutscher Eiskunstläufer († 1972)
- 14. Mai: Josef Adolf, tschechoslowakischer Skisportler († 1951)
- 15. Mai: Charles Karle, US-amerikanischer Ruderer († 1946)
- 15. Mai: Henri Padou senior, französischer Schwimmer und Wasserballspieler († 1981)
- 16. Mai: Louis Hudson, kanadischer Eishockeyspieler († 1975)
- 17. Mai: Hans Winkler, deutscher Motorradrennfahrer († 1936)
- 21. Mai: Charles Fasel, Schweizer Eishockeyspieler († 1984)
- 21. Mai: Carl Johnson, US-amerikanischer Leichtathlet († 1932)
- 22. Mai: Sijtse Jansma, niederländischer Tauzieher († 1977)
- 23. Mai: Walter Stokes, US-amerikanischer Sportschütze († 1996)
- 24. Mai: Hector Chotteau, belgischer Eishockeytorhüter († 1985)
- 25. Mai: Harry Broos, niederländischer Leichtathlet († 1954)
- 26. Mai: Christfried Burmeister, estnischer Eisschnellläufer, Leichtathlet und Bandyspieler († 1965)
- 27. Mai: Robert Reid, US-amerikanischer Skilangläufer († 1990)
- 28. Mai: Louis Albert, französischer Skispringer († 1951)
- 28. Mai: Milton Angier, US-amerikanischer Leichtathlet († 1967)
- 30. Mai: Fritiof Normann Andersen, dänischer Sprinter und Weitspringer († 1954)
- 31. Mai: Lancelot Royle, britischer Sprinter und Manager († 1978)

### Juni
- 01. Juni: Curtis Stevens, kanadischer Bob- und Motorbootrennfahrer († 1979)
- 03. Juni: Henri Wernli, Schweizer Schwinger und Freistilringer († 1961)
- 06. Juni: René Bonneau, französischer Automobilrennfahrer († 1951)
- 09. Juni: Luigi Fagioli, italienischer Automobilrennfahrer († 1952)
- 10. Juni: Karel Koldovský, tschechoslowakischer Skispringer († 1945)
- 14. Juni: Chris Fridfinnson, kanadischer Eishockeyspieler († 1898)
- 15. Juni: Francisco Juillet, chilenischer Radrennfahrer († 1987)
- 15. Juni: Jimmie Simpson, britischer Motorradrennfahrer († 1981)
- 16. Juni: Alois Lutz, österreichischer Eiskunstläufer († 1918)
- 21. Juni: Jules Thiry, belgischer Wasserballspieler († 1931)
- 23. Juni: Bruno Schlokat, deutscher Leichtathlet († 1993)
- 24. Juni: Juan Miles, argentinischer Polospieler († 1981)
- 25. Juni: Barthélémy Favodon, französischer Leichtathlet († unbekannt)
- 25. Juni: William Jordan, US-amerikanischer Ruderer († 1968)
- 28. Juni: Anders Lundgren, norwegischer Segler († 1964)
- 29. Juni: Bertil Jansson, schwedischer Leichtathlet († 1981)

### Juli
- 02. Juli: Ernes Merck, deutsche Automobilrennfahrerin († 1927)
- 02. Juli: William Seagrove, britischer Leichtathlet († 1980)
- 05. Juli: Robert Roth, Schweizer Ringer († 1959)
- 06. Juli: Heikki Malmivirta, finnischer Leichtathlet († 1956)
- 07. Juli: Greta Carlsson, schwedische Schwimmerin († 1980)
- 10. Juli: Antti Huusari, finnischer Leichtathlet († 1973)
- 10. Juli: Amédée Isola, französischer Leichtathlet († 1991)
- 11. Juli: François Gangloff, französischer Turner († 1979)
- 12. Juli: Enrique Granados, spanischer Schwimmer und Wasserballspieler († 1953)
- 14. Juli: Harry Watson, kanadischer Eishockeyspieler († 1957)
- 15. Juli: Erik Wilén, finnischer Leichtathlet († 1982)
- 16. Juli: August Eskelinen, finnischer Skisportler († 1987)
- 16. Juli: Raoul Weckbecker, luxemburgischer Bobsportler und Skirennläufer († 1978)
- 20. Juli: Pedro Zingone, uruguayischer Fußballspieler († unbekannt)
- 26. Juli: Peter Schmid, Schweizer Skisportler († unbekannt)
- 26. Juli: Frank Sullivan, kanadischer Eishockeyspieler und -trainer († 1989)
- 27. Juli: Renato Balestrero, italienischer Automobilrennfahrer († 1948)
- 30. Juli: Henryk Leliwa-Roycewicz, polnischer Vielseitigkeitsreiter († 1990)

### August
- 02. August: Ernő Nagy, ungarischer Fechter und Fechttrainer († 1977)
- 04. August: Ernesto Maserati, italienischer Automobilrennfahrer, Ingenieur und Unternehmer († 1975)
- 05. August: Jean Van Den Bosch, belgischer Radrennfahrer († 1985)
- 06. August: LeMoine Batson, US-amerikanischer Skispringer († 1991)
- 07. August: Émile Boitelle, französischer Turner († 1951)
- 07. August: Lloyd Hahn, US-amerikanischer Leichtathlet († 1983)
- 10. August: Aurel Guga, rumänischer Fußballspieler († 1936)
- 12. August: Oskar Üpraus, estnischer Fußballspieler († 1968)
- 13. August: Jean Borotra, französischer Tennisspieler († 1994)
- 14. August: Ernst Kyburz, Schweizer Schwinger und Ringer († 1983)
- 20. August: Roberto Larraz, argentinischer Fechter († 1978)
- 25. August: Latino Galasso, italienischer Ruderer († 1949)
- 28. August: Charles Bouvier, Schweizer Fußballspieler und Bobfahrer († 1964)
- 28. August: Joe Rooney, US-amerikanischer American-Football-Spieler († 1979)
- 28. August: Elemér Somfay, ungarischer Leichtathlet und Moderner Fünfkämpfer († 1979)

### September
- 03. September: Ole Hegge, norwegischer Skilangläufer († 1994)
- 04. September: Charlie Doe, US-amerikanischer Rugbyspieler († 1995)
- 06. September: Karl Borner, Schweizer Leichtathlet († 1973)
- 06. September: Clyde King, US-amerikanischer Ruderer († 1982)
- 06. September: Preston Steiger, US-amerikanischer Wasserballspieler († 1931)
- 09. September: Agustín Ojeda, mexikanischer Fußballspieler († 1938)
- 10. September: Jacques Gerschwiler, Schweizer Eiskunstlauftrainer († 2000)
- 12. September: Humberto Tomassina, uruguayischer Fußballspieler († 1981)
- 28. September: Louis Diercxsens, belgischer Hockeyspieler († 1992)
- 30. September: Hans Wölpert, deutscher Gewichtheber († 1957)
- 000September: Nicolae Mărăscu, rumänischer Rugbyspieler († 1938)

### Oktober
- 04. Oktober: Emil Benecke, deutscher Schwimmer und Wasserballspieler († 1945)
- 04. Oktober: John O’Neil, US-amerikanischer Rugbyspieler († 1950)
- 05. Oktober: Olav Kjelbotn, norwegischer Skilangläufer († 1966)
- 06. Oktober: John Romig, US-amerikanischer Leichtathlet († 1984)
- 08. Oktober: George Davidson, neuseeländischer Sprinter († 1948)
- 10. Oktober: Ferenc Szedlacsek, tschechoslowakischer Fußballspieler und -trainer ungarischer Abstammung († 1973)
- 15. Oktober: Boughera El-Ouafi, algerischer Leichtathlet († 1959)
- 16. Oktober: Nils Sundh, schwedischer Skispringer († 1969)
- 18. Oktober: Clemente Biondetti, italienischer Automobilrennfahrer († 1955)
- 18. Oktober: Aníbal d’Almeida, portugiesischer Springreiter († 1959)
- 18. Oktober: John Ditlev-Simonsen, norwegischer Segler († 2001)
- 19. Oktober: José Miguel Fernández de Liencres, spanischer Tennisspieler († 1975)
- 21. Oktober: Eduard Pütsep, estnischer Ringer und Ringertrainer († 1960)
- 22. Oktober: Bedřich Šupčík, tschechoslowakischer Turner († 1957)
- 25. Oktober: Giuseppe Ghedina, italienischer Skilangläufer († 1986)
- 25. Oktober: Henri Pleger, luxemburgischer Hoch- und Weitspringer († 1982)
- 27. Oktober: Verne Booth, US-amerikanischer Leichtathlet († 1979)
- 27. Oktober: Élisabeth d’Ayen, französische Tennisspielerin († 1969)
- 30. Oktober: Antonio Urdinarán, uruguayischer Fußballspieler († 1961)
- 31. Oktober: Józef Bujak, polnischer Skisportler († 1949)
- 31. Oktober: Pedro Casella, uruguayischer Fußballtorhüter († 1971)

### November
- 01. November: Arthur Legat, belgischer Automobilrennfahrer († 1960)
- 04. November: Harold Cassels, englischer Hockeyspieler († 1975)
- 04. November: Nils Engdahl, schwedischer Leichtathlet († 1983)
- 04. November: Aage Høy-Petersen, dänischer Segler († 1967)
- 04. November: Jules Migeot, belgischer Hürdenläufer und Sprinter († 1986)
- 05. November: Bert Norris, britischer Leichtathlet († 1990)
- 06. November: Viktor Flessl, österreichischer Ruderer († 1943)
- 10. November: Yrjö Ekqvist, finnischer Leichtathlet († 1973)
- 10. November: Julio Emilio Polet, argentinischer Radrennfahrer († unbekannt)
- 12. November: Leon Štukelj, slowenischer Turner, Goldmedaillengewinner bei den Olympischen Spielen († 1999)
- 13. November: Fred Lauer, US-amerikanischer Wasserballtorhüter († 1960)
- 18. November: Adrien D’Hondt, belgischer Ruderer († unbekannt)
- 20. November: Richmond Landon, US-amerikanischer Leichtathlet († 1971)
- 26. November: Héctor Scarone, uruguayischer Fußballspieler († 1967)
- 25. November: Josef Slíva, tschechoslowakischer Eiskunstläufer († unbekannt)
- 29. November: Gus Pope, US-amerikanischer Leichtathlet († 1953)

### Dezember
- 01. Dezember: Pietro Bestetti, italienischer Radrennfahrer († 1936)
- 01. Dezember: René Mercet, Schweizer Fußballschiedsrichter († 1961)
- 02. Dezember: Julius Ebert, dänischer Mittel- und Langstreckenläufer († 1993)
- 03. Dezember: Bertrand de Faucigny-Lucinge, französischer Automobilrennfahrer († 1943)
- 09. Dezember: Raymond Fritz, französischer Leichtathlet († 1979)
- 09. Dezember: Aribert Heymann, deutscher Hockeyspieler († 1946)
- 10. Dezember: Ray Watson, US-amerikanischer Leichtathlet († 1974)
- 12. Dezember: August Desch, US-amerikanischer Leichtathlet und Footballtrainer († 1964)
- 12. Dezember: André le Fèvre, niederländischer Fußballspieler († 1977)
- 12. Dezember: Piet van Kempen, niederländischer Radrennfahrer († 1985)
- 12. Dezember: Jovan Ružić, serbischer und jugoslawischer Fußballspieler, Schiedsrichter und Sportfunktionär († 1973)
- 12. Dezember: Wilfrid Tatham, britischer Leichtathlet († 1978)
- 13. Dezember: Clarence Walker, südafrikanischer Boxer († 1957)
- 15. Dezember: Alfred Au, deutscher Fußballspieler († 1986)
- 17. Dezember: Loren Murchison, US-amerikanischer Leichtathlet und Olympiasieger († 1979)
- 19. Dezember: Piet van Wijngaarden, niederländischer Motorradrennfahrer († 1950)
- 20. Dezember: Szczepan Witkowski, polnischer Skilangläufer († 1937)
- 21. Dezember: Alfred Frøkjær Jørgensen, dänischer Turner († 1988)
- 22. Dezember: Heartley Anderson, US-amerikanischer American-Football-Spieler und -Trainer († 1978)
- 22. Dezember: Edouard Probst, Schweizer Automobilrennfahrer († 1974)
- 28. Dezember: Hans Schmid, deutscher Eishockeyspieler († unbekannt)
- 30. Dezember: Väinö Muinonen, finnischer Leichtathlet († 1978)

### Datum unbekannt
- Terzo Bandini, italienischer Motorradrennfahrer († 1974)
- Nino Castelli, italienischer Skispringer und Ruderer († 1925)
- Andreas Faehlmann, estnischer Segler († 1943)
- Leopold Friedrich, österreichischer Gewichtheber († 1962)
- Stefan Lauener, Schweizer Skisportler († 1988)
- Gustave Lussi, Schweizer Eiskunstlauftrainer († 1993)
- Sorin Mihăilescu, rumänischer Rugbyspieler († 1959)
- Albert Mondet, Schweizer Wasserballspieler († unbekannt)
- Dumitru Volvoreanu, rumänischer Rugbyspieler († unbekannt)

## Gestorben
- 4. Juli: Yusuf İsmail, osmanisch-bulgarischer Profiringer (* 1857)
- 18. September: Émile Mayade, französischer Automobilpionier und -rennfahrer (* 1853)